# Kangerlussuaq (Fjord, Qaanaaq)
Der Kangerlussuaq („großer Fjord“; dänisch Inglefield Bredning) ist ein grönländischer Fjord im Distrikt Qaanaaq in der Avannaata Kommunia.

## Geografie

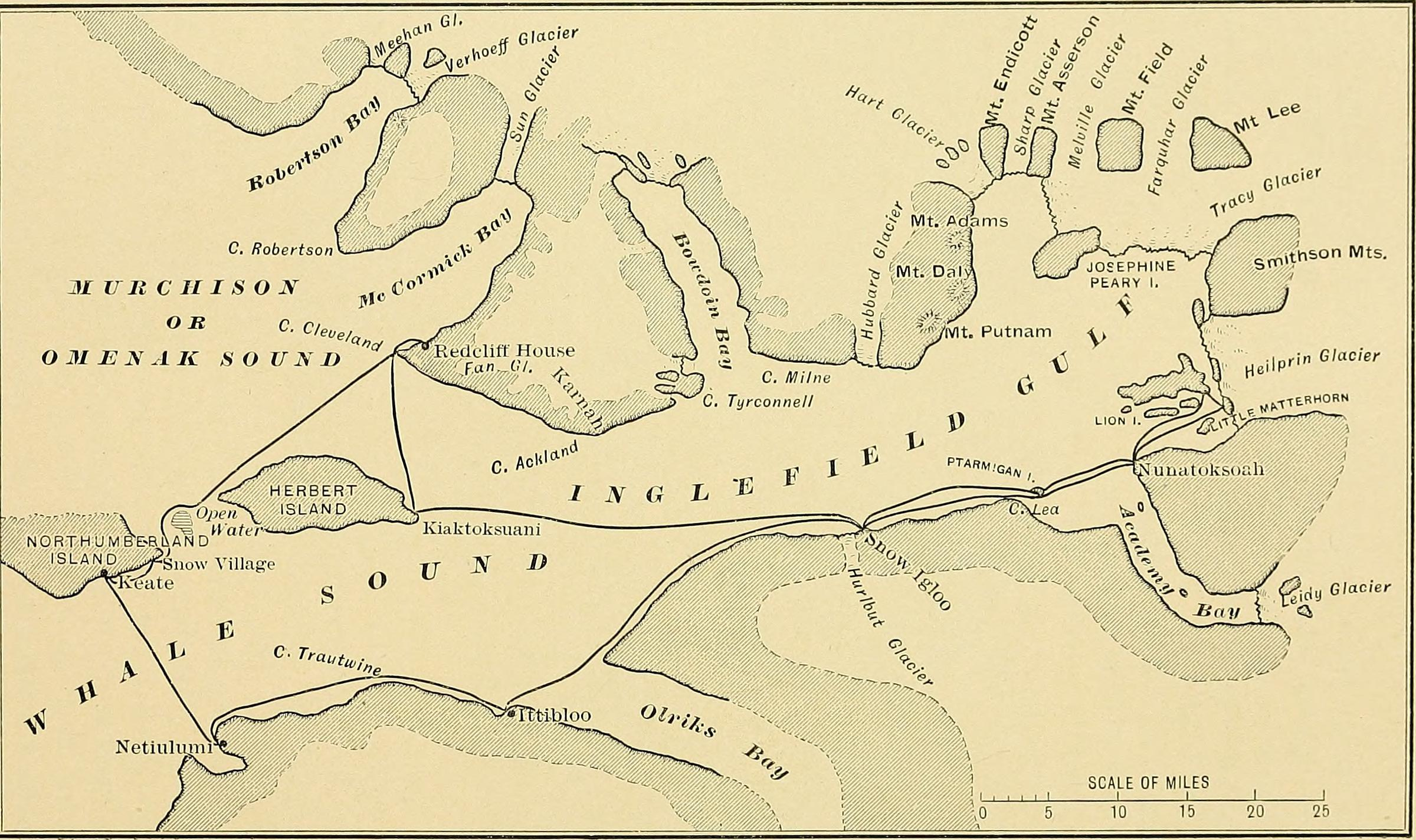
Der Kangerlussuaq auf einer Karte von Robert Edwin Peary von 1898

Der Kangerlussuaq teilt die Hayes-Halbinsel in zwei Hälften. Der Fjord hat eine Länge von rund 120 km und eine Breite von rund 15 km, was ihn zu einem der größten Fjorde des Landes macht. Der Fjord wird an seinem Ende vor allem durch den großen Gletscher Qaqujaarsuup Sermia (Heilprin Gletsjer) sowie den Doppelgletscher Qeqertaarsuusarsuup Sermia (Tracy Gletsjer) und Tuttulipaluup Sermia (Farquhar Gletsjer) gespeist. Im Norden fließen noch die beiden kleinen Gletscher Toornaarsulissuup Sermii (Melville Gletsjer und Sharp Gletsjer) sowie der ebenso kleine Paarnarsuit Sermiat (Hart Gletsjer) einer Bucht zu, die durch die Insel Qeqertaarsuusarsuaq (Josephine Peary Ø) abgegrenzt wird. 
Im Süden vor dem Qaqujaarsuup Sermia liegt die Inselgruppe Qeqertat mit dem Dorf Qeqertat sowie die südlich davon gelegene kleine Insel Quajaqqisaarsuaq. Der Bucht fließt von Süden her der Fjord Qungasissat Kangerlua (Academy Bugt) zu. Nach Westen hin verjüngt sich die Bucht von einer Breite von maximal 35 km auf 15 km. Von Norden her mündet der Quinnisut Sermiat (Hubbard Gletsjer) in den Fjord. Etwa 15 km weiter westlich mündet auch der Kangerluarsuk (Bowdoin Fjord) in den Kangerlussuaq. 
Etwa 80 km nach seinem Ursprung öffnet sich der Fjord im Norden auf Höhe der Stadt Qaanaaq zum Meer hin. Vor der Stadt verläuft der Murchison Sund, der durch die nördlich des Kangerlussuaq liegende Insel Qeqertarsuaq (Herbert Ø) abgegrenzt wird. Westlich davon liegt die Insel Kiatak (Northumberland Ø). Gegenüber dem Murchison Sund am Südufer des Kangerlussuaq mündet der Kangerluarsorujuk (Olrik Fjord). Südlich von Kiatak mündet der Kangerlussuaq in den nördlichsten Ausläufer der Baffin Bay, bevor diese in die Nares-Straße übergeht.

## Geschichte
Der Kangerlussuaq wurde während 1860/61 der American Arctic Expedition unter Isaac Israel Hayes zu Ehren des britischen Admirals Edward Inglefield mit dem Namen Inglefield Gulf versehen. Der englische Name wurde später durch den dänischen Namen Inglefield Bredning ersetzt.